# 易順鼎

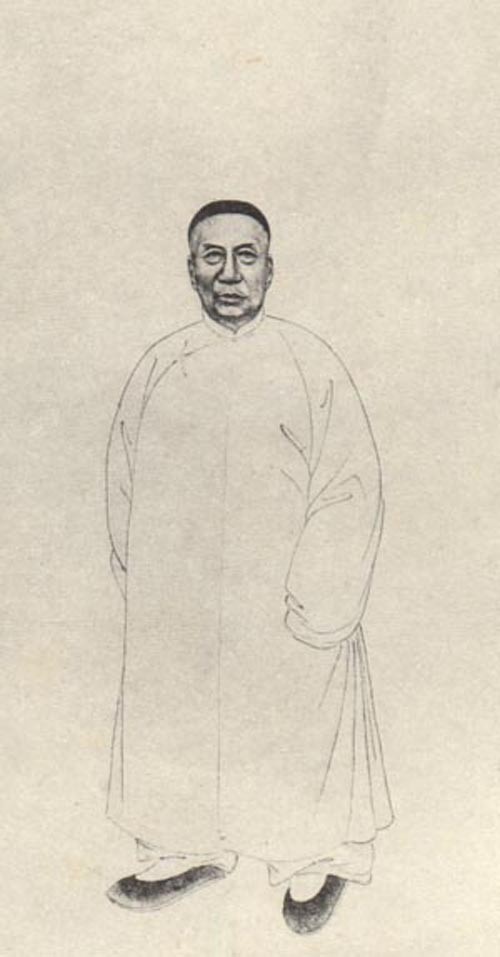
《清代學者象傳》中的易顺鼎像

易顺鼎（1858年—1920年）字实甫，一字仲实，别号哭庵、一庵居士，湖南龙阳县（今汉寿县）人。清末民初诗人，与樊增祥齐名。

## 生平
易顺鼎是光绪元年（1875年）恩科举人。后来历任河南候补道、广西右江道、广东廉钦道。
曾為劉坤一幕僚。
在台灣民主國乙未抗日時期，往返台灣、大陸兩岸為駐守台南的劉永福爭取外援。一開始，他在光緒二十一年（1895）五月二十五日，台灣民主國成立之後，才向台灣出發，到達台南時，正是其他台灣大員、士紳，如唐景崧、林朝棟、丘逢甲離台之時。他聽到劉永福表明糧餉、彈藥皆缺時，就主動折返大陸，向張之洞等督撫求援。求援失敗，同時又得知日軍南下，他又立刻搭船赴台，希望協助劉永福。後來因為與劉永福戰守意見不合，才黯然離台。
中华民国成立后，他曾在袁世凯当政时任印铸局秘书。

## 家庭
- 父易佩绅（1828年-?），字笏山，咸豐二年（1852年）壬子科優貢，历任山西、四川布政使。
- 妻王仲柔。
- 弟易順豫，字由甫。光绪二十九年（1903年）癸卯科進士。
- 大妹易莹，文學才女，英年早逝。
- 妹易瑜（1864年-1932年），字仲厚，號湘影，别署漢寿女士，室名湘影樓，教育家。妹夫黄仲芳。
- 女易娴、易倩。
- 子易家鉞（1899年-1972年），字君左。以字行。現代文學家、詩人[3]。
- 孫易鄂，中華民國海軍少將。
- 孫易征（1931年-1997年），現代文學家、詩人。

## 延伸阅读
- 程颂万，易君实甫墓志铭，载 碑传集三编 卷四一
- 李法章，易顺鼎传，载 钟辑，民国人物碑传集